# Keeper of the Seven Keys: Part I
| 전문가 평가                      | 전문가 평가 |
| 평가 점수                        | 평가 점수   |
| 출처                             | 점수        |
| -------------------------------- | ----------- |
| AllMusic                         | [ 2 ]       |
| Blabbermouth.net                 | 10/10       |
| Classic Rock                     | [ 4 ]       |
| Collector's Guide to Heavy Metal | 9/10        |
| Metal Hammer (GER)               | 6/7         |
| Rock Hard                        | 9.5/10      |
| Sputnikmusic                     | [ 8 ]       |

《Keeper of the Seven Keys: Part I》는 1987년에 발매된 독일의 파워 메탈 밴드 헬로윈의 두 번째 스튜디오 음반이다. 보컬리스트 미하엘 키스케의 첫 참여를 기념하며, 유럽 스타일의 파워 메탈이라는 장르를 탄생시킨 음반으로 평가받는다.

## 배경
카이 한센은 지난 투어에서 노래와 기타를 동시에 연주하는 데 어려움을 겪으면서 보컬 업무에서 물러났다. 이 음반은 공동 기타리스트 미하엘 바이카스의 병으로 인해 음반의 많은 부분에서 공연할 수 없게 된 한센이 지배하는 음반이었다. 〈Future World〉는 싱글로 발매되었고 〈Halloween〉의 뮤직 비디오가 만들어졌으나 곡에서 8분이 빠졌다. 밴드는 원래 《Keeper of the Seven Keys: Part I》와 《Part II》를 더블 음반으로 발매할 계획이었지만, 음반사는 음반을 따로 발매해야 한다고 주장하며 거절했다. 1993년 두 음반 모두 보너스 트랙이 포함된 더블 CD 세트로 발매되었다.

## 곡 목록
모든 곡들은 특별한 언급이 없는 한 카이 한센에 의해 작사/작곡하였다.
| #  | 제목                         | 작사·작곡       | 재생 시간 |
| -- | ---------------------------- | --------------- | --------- |
| 1. | 〈Initiation〉               |                 | 1:20      |
| 2. | 〈I'm Alive〉                |                 | 3:22      |
| 3. | 〈A Little Time〉            | 미하엘 키스케   | 3:59      |
| 4. | 〈Twilight of the Gods〉     |                 | 4:29      |
| 5. | 〈A Tale That Wasn't Right〉 | 미하엘 바이카스 | 4:42      |

| #  | 제목                | 작사·작곡      | 재생 시간 |
| -- | ------------------- | -------------- | --------- |
| 6. | 〈Future World〉    |                | 4:02      |
| 7. | 〈Halloween〉       |                | 13:18     |
| 8. | 〈Follow the Sign〉 | 한센, 바이카스 | 1:46      |